# Чарна Ћосић
Чарна Ћосић (Нови Сад, 26. август 1974 — Нови Сад, 3. јун 2006) била је активисткиња, феминисткиња, песникиња и сликарка. Као и  Биљанa Станковић Лори, једна је од оснивачица  Новосадске лезбијске организације чија ја била прва председница. Поред тога, била је и истраживачица Центра за женске студије и истраживања Милева Марић Ајнштајн у Новом Саду.

## Биографија
Чарна Ћосић је рођена у Новом Саду 26. aвгуста 1974. године. Своје детињство је провела са родитељима, старијим братом као и са бабом и дедом у кући на периферији Новог Сада. Мајка јој је била професорка књижевности и новинарка, док је отац радио као комунални инспектор. Када је имала пет година, родитељи су јој се развели и тада су она и брат још више били упућени на бабу и деду. Њена мајка се још три пута удавала, при чему Чарна наглашава да је живела неоптерећена и како је хтела, те и као “феминисткињу олдтајмерку”.  Њен отац је након развода такође основао нову породицу, на коју се све више фокусирао, а он и Чарна су одржавали један формалан однос. Код ње се рано јавило то питање зашто старији људи желе да образују младе на митовима. Веровала је да је то зато што су и сами одрасли на истим. Показивала је отпор према томе. Такође је одувек показивала одбојност према позицијама моћи. Око њене осме године је схватила да постоје и позиције које људи заузимају једни према другима само зато што припадају одређеном полу и та неједнакост је јако болела. Наводила је да се у раном детињству никада није облачила како је желела. Ипак, са десет година је добила прве фармерке и одмах је на њима направила рупе, додала је и дедин стари шешир. Касније се офарбала у зелено, била је екстравагантна, али не и екстровертна. Себе је сматрала повученoм и са одрастањем је то постајалo још више изражено. Такође је истицала своју љубав према Југославији, са чијим се распадом никада није помирила. У њеном окружењу националисти су били реткост, али тај однос се јако брзо променио и они су постали огромна већина. Касније је отишла у иностранство и путовала по Холандији, Немачкој, Мађарској. Чарна је своју бившу земљу увек носила са собом и доживљавала као једну велику рану.

### Образовање
Похађала је основну школу „Бранко Радичевић” у Сремским Карловцима, а након ње је уписала Карловачку гимназију. Током средње школе је почела да развија интересовања попут поезије, сликарства, религије… Након завршетка средње школе уписала је књижевност на Филозофском факултету у Новом Саду. Како наводи, то је био сан и њене мајке и баке, али и њен. Ипак од студија књижевности није добила оно што је очекивала и убрзо је исте напустила. Није имала намеру да престане да се образује, па је одлучила да учи путујући по Европи. На тим путовањима је живела скромно. Након што је путовала неколико година, себе је пронашла у Тибетанском будистичком манастиру у Мађарској где је била до 2000. године. Тамо је изучавала тибетански језик, технику сликања на свили, будистичку психологију и физичке вежбе за изоштравање концентрације. Хтела је да развија своје интересовање за религију које је стекла у манастиру, па је одлучила да упише Теолошки факултет Српске православне цркве у Београду. Никада није била институционално религиозна. На факултету је било мало жена, а било јој је приговарано на рачун њеног начина облачења и слично.  Временом је постала све незадовољнија третманом цркве као институције према жени, зато је после годину и по напустила студије. Вратила се у Нови Сад и живела неко време на Фрушкој гори сама. Ту је проводила време читајући, ткајући, пишући поезију и сакупљајући лековито биље, а два дана недељно је одлазила у Београд да ради. И њен деда и отац су се аматерски бавили сликањем. Њено сликарство је првенствено било ангажовано, на шта је била јако поносна. 
| „ | Без етике не умем да стварам. | ” |

Значајним је сматрала и образовни програм Женских студија и истраживања у Новом Саду. Ту је била посебно фокусирана на феминистичку теологију, а такође је организовала радионице на ову тему за студенткиње. Уписала је студије филозофије на Филозофском факултету у Новом Саду, на којима се није нудило више него што је очекивала. Ипак је њима била задовољна. Ту је тежила усмерењу ка феминистичком контексту филозофије. Није могла да замисли себе како ради једну исту ствар читавог живота, била је мултидисциплинарна и радила је како на свом образовању, тако и на образовању других.

### Лезбијски идентитет
Чарна је одувек знала да воли жене, само није имала ту категорију – лезбијка. То је био њен неименовани део.
| „ | Ја сам се увек везивала за жене, давала сам се само женама и све је увек било у односу на жене. | ” |

Када је имала дванаест година, пребродила је сексуално насиље од стране мушкарца, што је утицало на све њене друге идентитете. Први пут се заљубила у жену када је имала двадесет и две године. Чарна са њом није развила дубљи однос због несигурности те жене у свој идентитет. Њене односе са женама описује неиспрљаним и недотакнутим свим оним што је носила као претходно искуство. Своје сексуалне и емотивне везе је озбиљно схватала. Ценила је свој простор, свој ритам и није желела да у везама неко на њих утиче, као и да она на нечије утиче.  Није желела да је било ко мења. Њена мајка је подржавала у лезбијском идентитету, увек је бранила пред другима што је лезбијка и што је ван свих калупа. Њен отац, кога описује као “задртог радикала”, такође је то прихватио без неких проблема.
| „ | Знам много тешких прича и да постоје разне маме и очеви, и разни пријатељи. Али ја бих ипак да их охрабрим да се аутују зато што ништа не мора да значи да ће бити толико лоше. | ” |

Чарна је истицала да је највише проблема имала са својим партнеркама због тога што нису имале храбрости да учине свој идентитет јавним. Приближно у тим годинама је одржан први „крвави” прајд 2001. godine.
| „ | Мени је жао што драгоцени део наше енергије трошимо на скривање и лагање, а исту би смо могле да користимо за неке много корисније ствари… Ја заправо не знам колико је тешко бити скривена јер у свом животу никада себи нисам дозволила да кријем било који део свог идентитета, па ни тај лезбијски… Не могу да замислим уопште да ми је фрка да ходам улицом, чак ни са неком тотално буч женом, да се са неком држим за руку или да се љубим на улици. Ја бих волела да ником никад није фрка због тако нечег. | ” |

## Активизам
Чарна је активизам спознала током њеног похађања женских студија и истраживања у Новом Саду. Била је позвана новембра 2005. од стране Специјалне Секретарке Уједињених нација за одбрану бранитеља/ки за људска права, Јини Халими да говори о положају активисткиња/а за ЛГБТ права у Србији. Светској конференцији о одбрани активисткиња за женска људска права је присуствовала и Чарнина саборкиња и пријатељица Лепа Млађеновић. Чарна је учествовала је у стварању ненасилног отпора у Србији.  Била је и волонтерка при промоцији штанда Женских студија и истраживања на 10. Салону књига на Новосадском сајму када је учествовала у представљању укупно женско издаваштво у региону. Била је и чланица надзорног одбора Женских студија и истраживања од 2003. До 2006 године. Своју креативност је  припојила активизму. Женски активизам јој је био важан, сматрала је да је он неодвојив од њеног лезбијског идентитета. Додатно је мислила да су неке препреке са којима се суочавала више биле везане за њен женски идентитет, а не за лезбијски.
| „ | Јер ја и на радионицама јако провоцирам. Ја просто хватам себе како константно провоцирам јер ми је јако важно да свака стигне до својих емоција и ту не треба губити време. То ми је у активизму најважнија прича. И ништа друго од тога ја у активизму не тражим, већ истину. Него баш, баш да провоцирам како себе тако друге лезбијке, тако хетеросексуални свет. | ” |

Чарна се аутовала ради видљивости заједнице и до свог последњег тренутка се борила за права лезбијки. Како пишу њене саборкиње, Вероника Митро и Лори, Чарна Ћосић није умирала од рака већ је активно живела и последње дане свог живота посветила Новосадској лезбијској организацији. Када је Чарна сазнала да се неће извући, одлучила је да више допринесе видљивости лезбијске заједнице. Говорила је „Па шта ако ме неко опаучи по глави или усмрти. Ионако ми је близу крај, ја се не бојим.” Када је Чарна сазнала за своју болест, она и Лори су одлучиле да направе перформанс. Снимиле су њихове телефонске разговоре о договорима окупљања са лезбијкама, изрецитовале су стихове, упаковале су све у пола сата перформанса названог FreeFall према песми Лори Андерсон. Желеле су да обе буду свесније мираза које требају преузети једна од друге. Чарна и Лори су у марту у Скопљу јавно одиграле свој перформанс. Како је Лори рекла „Тада ништа није било значајније од сазнања колику снагу једна жена може имати када живи за свој грош. Или када умире за свој грош.” Преминула је три месеца касније, у 31. години 3. јуна.

### Оснивање Новосадске лезбијске организације
Чарна Ћосић је, као и Биљанa Станковић Лори, учествовала у оснивању прве лезбијске организације у Војводини – Новосадску лезбијску организацију. Основале су је октобра 2004. године чему је кумовала и Лепа Млађеновић. Један од значајнијих  вишегодишњих пројеката ове организације, у чијем осниванју је учествовала и Чарна, био је фестивал L’art pour l’action (Уметност ради акције) који је представљао спој лезбијског и феминистичког активизма са културом и уметношћу. Битан пројекат за активизам Новосадске лезбијске организације, поред осталих, били су и Big sister викенди који су умрежавали лезбијке из земље, али и из региона. Чарни је било важно да се лезбијска група скупи и оснажи и да то такође буде сигуран простор где ће жене моћи да приђу ближе феминизму.
| „ | Феминизам је хепи енд. | ” |

### Вегански активизам
Маја Пан у књизи „Сестринство и јединство” помиње разговор о повезаности феминизми и права животиња и веганства на фестивалу Уметност ради акције, те да се Чарна Ћосић истакла као посебна заговорница. Чарна је ту  нужност веганског активизма објаснила на концепту мајке свиње. Она је претходила веганским лезбијским/квир феминисткињамa.

## Поезија
Чарна Ћосић је писала поезију, а неки од њених дела су Луткице за девојчице, Lesbian blues , На Лезбосу, Љубавни кроки, Црвене проповеди, Фантазија, Утвара, Нисам лепа, Credo, Филозофима…
| „ | ЛУТКИЦЕ ЗА ДЕВОЈЧИЦЕ Зовем се лезбача мушкарача педеруша ћелава длакава фрустрирана непокорна непослушна нелојална вештица ојађена озлојађена гневна за револуцију спремна | ” |